# Uttar Pradesh
Uttar Pradesh (Hindi: उत्तर प्रदेश; Urdu: ﺶﯦﺩﺮﭘ ﺮﺗﺍ; vertaald: noordelijke provincie) is een deelstaat van India, gelegen in het noorden van het land. De staat telt ruim 200 miljoen inwoners en is daarmee met voorsprong de meest bevolkte deelstaat van India en tevens ter wereld. De bestuurlijke en wetgevende hoofdstad van Uttar Pradesh is Lucknow; de rechterlijke hoofdstad is Prayagraj.

## Geografie
Hoewel Uttar Pradesh in het noorden grenst aan het Himalayagebergte, is de staat zelf relatief vlak. Het gebied bestaat voornamelijk uit heuvels, vlakten, valleien en plateaus. De twee belangrijkste rivieren zijn de Ganges en de Yamuna, die samenkomen in Prayagraj.
Uttar Pradesh wordt begrensd door acht andere Indiase deelstaten: Madhya Pradesh in het zuiden, Rajasthan in het westen, Haryana en Himachal Pradesh in het noordwesten, Uttarakhand in het noorden, Bihar in het oosten en Jharkhand en Chhattisgarh in het uiterste zuidoosten. In het noordwesten grenst de staat bovendien aan het nationaal hoofdstedelijk territorium Delhi. In het noordoosten heeft Uttar Pradesh een internationale grens met Nepal.

### Belangrijkste steden
- Agra, locatie van de Taj Mahal
- Bareilly
- Benares (Varanasi), een heilige pelgrimsplaats in het hindoeïsme
- Ghaziabad
- Gorakhpur
- Jhansi
- Kanpur
- Lucknow, officiële hoofdstad
- Meerut
- Prayagraj (Allahabad)

### Andere belangrijke plaatsen
- Sarnath, een van de vier belangrijke pelgrimsplaatsen in het boeddhisme
- Ayodhya, een heilige pelgrimsplaats in het hindoeïsme

## Bestuurlijke indeling

De 75 districten van Uttar Pradesh

Uttar Pradesh is bestuurlijk onderverdeeld in 75 districten, die weer gegroepeerd zijn in achttien divisies. Hieronder volgt een lijst van de divisies:
| - Agra - Aligarh - Ayodhya (Faizabad) - Azamgarh - Bareilly - Basti - Benares (Varanasi) - Chitrakoot - Devipatan |  | - Gorakhpur - Jhansi - Kanpur - Lucknow - Meerut - Mirzapur - Moradabad - Prayagraj (Allahabad) - Saharanpur |

## Geschiedenis
Het gebied dat sinds 2 februari 1950 de deelstaat Uttar Pradesh vormt, droeg in de Britse tijd de naam United Provinces (Verenigde Provinciën).
In 1991 werd de Hindutva-ideologie het uitgangspunt van het beleid van de destijds regerende Bharatiya Janata-partij. Dit spitste zich toe op de 17e-eeuwse Babrimoskee in Ayodhya. De bewaking van de moskee werd afgebouwd en de omliggende grond werd onteigend. Ten slotte bestormde een uitzinnige hindoemenigte op 6 december 1992 het islamitische bedehuis, dat in twee dagen geheel werd gesloopt.
Als eerste Indiase deelstaat kreeg Uttar Pradesh in 1995 een dalit als chief minister (regeringsleider): Mayawati, leider van de Bahujan Samajpartij, zou deze functie later nog driemaal bekleden, waaronder in de periode tussen 2007 en 2012. Ondanks haar populariteit onder het gewone volk werd zij bekritiseerd wegens de vele standbeelden die ze voor dalits, waaronder zichzelf, liet oprichten.
In november 2000 splitste het noordelijkste deel van Uttar Pradesh zich af om de zelfstandige deelstaat Uttarakhand te vormen.

## Bevolking

### Demografie
Tussen 2001 en 2008 nam de totale bevolking van Uttar Pradesh toe van 166 naar 190 miljoen inwoners. Sinds 1951 is de bevolking meer dan verdrievoudigd. Hoewel de percentuele bevolkingsgroei per decennium langzaam afneemt, zal het aantal inwoners aan het einde van de 21e eeuw waarschijnlijk tussen de 400 en 500 miljoen liggen.

### Taal
Het Hindi is de officiële taal in Uttar Pradesh en wordt gesproken door de meerderheid van de bevolking (94,08%), alhoewel verschillende regio's hun eigen dialecten hebben. Zo wordt in de oostelijke regio Awadh het Awadhi gesproken, Bhojpuri in de regio Bhojpuri en Braj Bhasha in de westelijke regio Braj. De grootste minderheidstaal is het Urdu, dat wordt gesproken door 5,42% van de bevolking. Andere minderheidstalen in de staat zijn het Punjabi (0,25%) en het Bengaals (0,12%).

### Religie

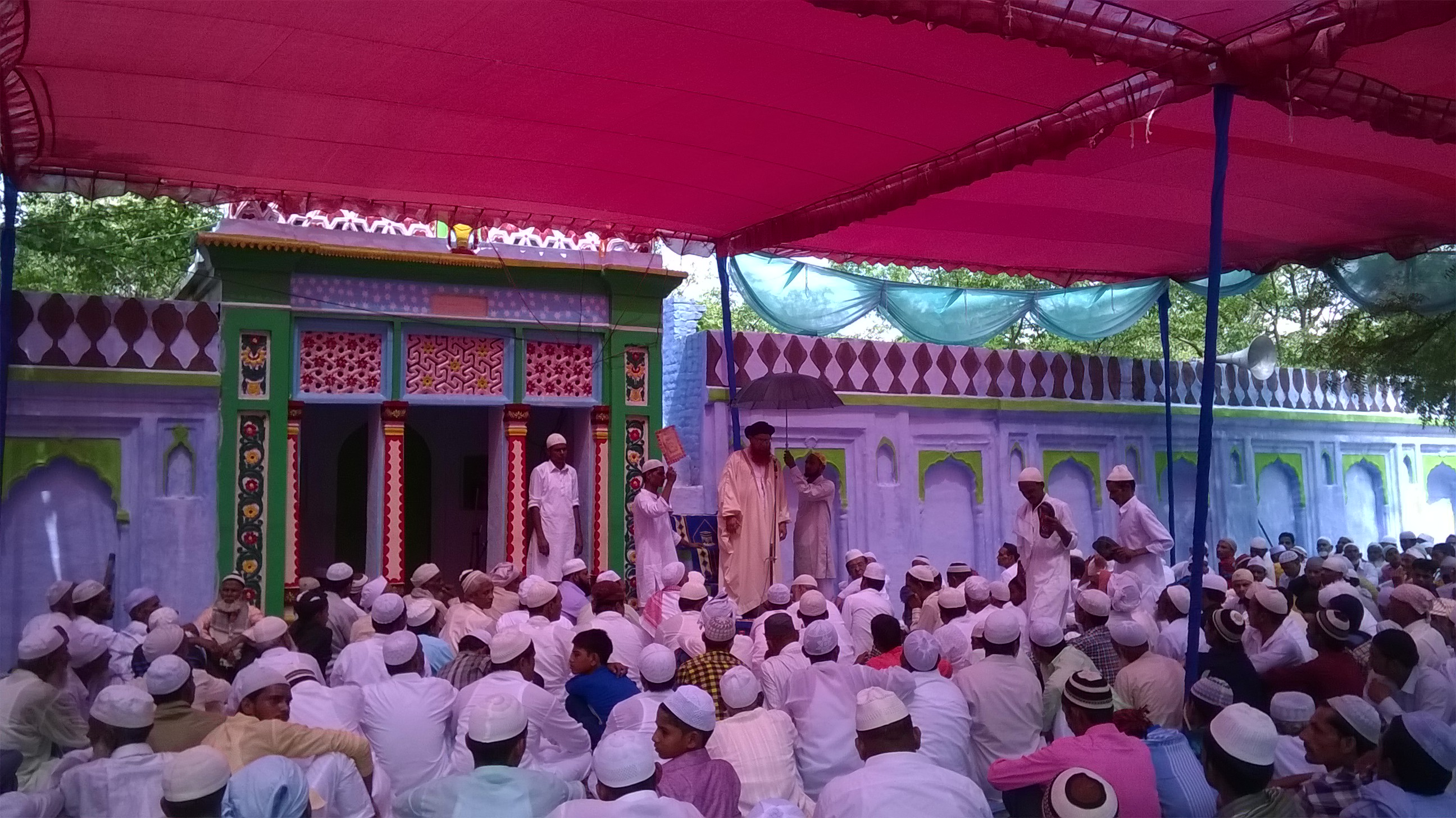
Moslims in Uttar Pradesh

Volgens de volkstelling van 2011 is het hindoeïsme de grootste religie in de staat Uttar Pradesh. Ongeveer 79,73% van de bevolking van Uttar Pradesh is hindoe. De hindoes vormen een meerderheid in 70 van de 71 districten van de staat Uttar Pradesh. Moslims vormen met 19,26% de grootste minderheid in de staat (38.483.967 personen) en zijn met name in het westen geconcentreerd. De islam is zelfs de grootste religie in het district Rampur. Er werden ook kleinere percentages sikhs (0,32%), christenen (0,18%), jains (0,11%) en boeddhisten (0,10%) geregistreerd.

## Politiek en overheid

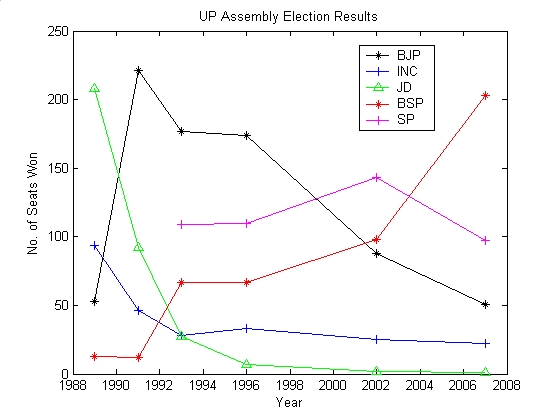
Verloop van de zetelverdeling in de Vidhan Sabha

Uttar Pradesh is een van de zes Indiase staten waar het parlement een tweekamerstelsel hanteert, bestaande uit de Vidhan Sabha, die de taak van het lagerhuis vervult, en de Vidhan Parishad, die van het hogerhuis. De Vidhan Sabha telt 403 zetels, de Vidhan Parishad 100. De verkiezingen vinden normaliter iedere vijf jaar plaats.
Tot de jaren negentig werd de deelstaat voornamelijk geregeerd door de Congrespartij (INC), tevens de partij van de familie Nehru-Gandhi, die in Uttar Pradesh zijn machtsbasis heeft. Sinds 1991 zijn echter andere partijen afwisselend aan de macht geweest, betreffende de Bharatiya Janata-partij (BJP), de Bahujan Samajpartij (BSP) en de Samajwadi-partij (SP).
Bij de parlementsverkiezingen van 2007 behaalde de Bahujan Samajpartij een verrassende meerderheid in het parlement, waarmee hun belangrijkste rivaal, de Samajwadi-partij, ruim werd verslagen. De BSP kon hierdoor alleen een regering vormen waarbij Mayawati, een politica van dalit-afkomst, de chief minister werd. Vijf jaar later, in 2012, keerden de rollen echter om: de BSP viel ver terug, terwijl de SP een klinkende overwinning boekte. Akhilesh Yadav (SP) volgde Mayawati op als regeringsleider en bleef dit tot 2017. In dat jaar won de Bharatiya Janata-partij de verkiezingen met een overweldigende meerderheid van 312 zetels. De nieuwe chief minister werd BJP-leider Yogi Adityanath.
De zetelverdeling in het parlement van Uttar Pradesh werd bij de verkiezingen van 2017 als volgt bepaald:
| Partij                                 | Zetels | Verschil met 2012 |
| -------------------------------------- | ------ | ----------------- |
| Bharatiya Janata-partij (BJP)          | 312    | +265              |
| Samajwadi-partij (SP)                  | 47     | -177              |
| Bahujan Samajpartij (BSP)              | 19     | -61               |
| Apna Dal (Sonelal) (ADS)               | 9      | +9                |
| Congrespartij (INC)                    | 7      | -21               |
| Suheldev Bharatiya Samaj-partij (SBSP) | 4      | +4                |
| Rashtriya Lok Dal (RLD)                | 1      | -8                |
| NISHAD-partij                          | 1      | +1                |
| Peace Party of India (PP)              | 0      | -4                |
| Nationalistische Congrespartij (NCP)   | 0      | -1                |
| Onafhankelijke kandidaten              | 3      | -7                |

### Gouverneurs
De gouverneur is hoofd van de deelstaat en wordt voor een termijn van vijf jaar aangewezen door de president van India. De rol van de gouverneur is hoofdzakelijk ceremonieel en de echte uitvoerende macht ligt bij de ministerraad, met aan het hoofd de chief minister.